# Saint-Sylvestre-Cappel
Saint-Sylvestre-Cappel är en kommun i departementet Nord i regionen Hauts-de-France i norra Frankrike. Kommunen ligger i kantonen Steenvoorde som tillhör arrondissementet Dunkerque. År 2022 hade Saint-Sylvestre-Cappel 1 151 invånare.

## Befolkningsutveckling
Antalet invånare i kommunen Saint-Sylvestre-Cappel
| Referens: INSEE |